# Victorinox
Victorinox er en schweizisk firma med hovedsæde i Ibach, i kantonen Schwyz. Firmaet fremstiller lommeknive, køkkenknive, ure, bagage og parfume. 
Selskabet er især kendt som den ene af to officielle leverandører af schweizerkniven; den anden leverandør er Wenger, som Victorinox overtog i foråret 2005.

## Galleri
- Victorinox schweizerkniv
- Victorinox SwissTool
- Køkkenknive
- Victorinox Automatik ur.
- Kuffert